# Thanawat Thirapongpaiboon
Thanawat Thirapongpaiboon (taj. ธนวัฒน์ ถิรพงศ์ไพบูลย์ Ṭhnwạtʹhn̒ T̄hirphngṣ̄̒phịbūly̒, ur. 14 grudnia 1993 w Tajlandii) – tajski snookerzysta.

## Kariera zawodowa
Thanawat Thirapongpaiboon w gronie profesjonalistów grywa od 2010 roku. Do Main Touru dostał się dzięki „nominacji azjatyckiej” którą otrzymał wskutek dotarcia do półfinału Mistrzostw Azji 2010 (w ćwierćfinale pokonał Supoja Saenla).

### Sezon 2010/2011
W kwalifikacjach do pierwszego turnieju tego sezonu dotarł do czwartej, ostatniej rundy pokonując kolejno: Justina Astleya 5-3, Marka Joyce’a 5-4, Nigela Bonda 5-1. W czwartej rundzie przegrał z Markiem Davisem zaledwie 4-5.
W meczu z Barry Hawkinsem podczas „Euro Players Tour Championship 2010/2011 – Event 3” wbił breaka 147-punktowego, stając się tym samym najmłodszym graczem w historii, który dokonał tego czynu w turnieju profesjonalistów. W dniu wbicia maksymalnego breaka miał 16 lat i 312 dni.
W kwalifikacjach do German Masters 2011 pokonuje kolejno Patrick Wallace (5-0), Alfie Burden (5-1), Barry Hawkins (5-2). Później w turnieju zasadniczym wygrywa także w rundzie dzikich kart z Tomaszem Skalskim. Jego passę jednak zakańcza Graeme Dott, który pokonuje go 5-1 i tym samym kończy się jego przygoda w turnieju.
W Welsh Open 2011 odpada już w pierwszej rundzie kwalifikacji, przegrywając z David Morris 4-2. Dwa pierwsze frame’y były dla Thanawat'a i wszystko zapowiadało się, że wygra jednak David Morris nie dał tak łatwo za wygraną, kolejne frame’y były zaciętą walką do końca (4:65, 36:62, 69:19, 71:59(50), 66:34, 71:65)